# Car 54, Where Are You? (televisieserie)
Car 54, Where Are You? is een Amerikaanse komedieserie die op de Amerikaanse televisie werd uitgezonden van 1961 tot 1963.
De serie volgt de belevenissen van de agenten Gunther Toody en Francis Muldoon uit The Bronx.

## Verhaal
“There's a hold-up in the Bronx, Brooklyn's broken out in fights. There's a traffic jam in Harlem, that's backed up to Jackson Heights. There's a scout troop, short a child; Khrushchev's due at Idlewild! CAR 54 - Where Are You ?”
Met deze woorden, enigszins wanhopig gezongen, begon elke aflevering van de serie. De politieagenten Gunther Toody en Francis Muldoon vormden de bemanning van patrouillewagen 54 die in het (overigens niet bestaande) 53e district in New York in de wijk the Bronx rond rijdt. Beide mannen zijn elkaars tegenpolen, de kleine brede Toody moet opkijken tegen de boomlange Muldoon die ook een stukje intelligenter is dan zijn maat. Muldoon woont nog bij zijn overbezorgde moeder, terwijl zijn partner Toody is gehuwd met de luidruchtige Lucille die hem bovendien aardig onder de plak heeft. Hoewel beide mannen een hart van goud hebben en het steeds goed bedoelen werken ze zich voortdurend in de nesten, tot wanhoop van hun superieur Captain Martin Block en tot groot vermaak van hun collega’s, O’Hara, Nelson en Nicholson.

## Productie
De serie werd opgenomen in the Bronx. Om te voorkomen dat de inwoners van de wijk zich zouden vergissen werden de politiewagens die in de serie zijn gebruikt rood/wit gespoten in plaats van zwart/groen. Aangezien de serie werd uitgezonden in zwart-wit was het verschil niet zichtbaar voor de televisiekijker.

## Speelfilm
In 1990 werd er ook een speelfilm gemaakt onder dezelfde titel met John C. McGinley als Francis Muldoon en David Johansen als Gunther Toody. De film werd pas in 1994 uitgebracht. De film was absoluut geen succes en staat in "The Bottom 100" van IMDb

## Cast
| Acteur      | Personage               |
| ----------- | ----------------------- |
| Joe E. Ross | Officer Gunther Toody   |
| Fred Gwynne | Officer Francis Muldoon |